# Eleições presidenciais no Quirguistão em 2000
As eleições presidenciais no Quirguistão foram realizadas em 29 de outubro de 2000. O resultado foi uma vitória para o presidente Askar Akayev, que foi reeleito com mais de 70% dos votos para um terceiro mandato. eleitorais internacionais descreveram o voto como falha em atender aos padrões internacionais. A participação dos eleitores foi de 78,4%.

## Resultados
| Candidatos                         | Partidos                           | Votos     | %     |
| ---------------------------------- | ---------------------------------- | --------- | ----- |
| Askar Akayev                       | Independente                       | 1,460,201 | 76.36 |
| Omurbek Tekebayev                  | Ata-Meken                          | 272,427   | 14.25 |
| Almazbek Atambaiev                 | SDPK                               | 117,658   | 6.15  |
| Outros                             | Outros                             | 48.591    | 2.54  |
| Votos em branco                    | Votos em branco                    | 13,291    | 0.70  |
| Total                              | Total                              | 1,912,168 | 97.52 |
|                                    |                                    |           |       |
| Votos Inválidos/Nulos              | Votos Inválidos/Nulos              | 48,679    | 2.48  |
| Votos Válidos                      | Votos Válidos                      | 1,912,168 | 97.52 |
| Total de Votos                     | Total de Votos                     | 1,960,847 | 100   |
| Eleitores Registrados/Participação | Eleitores Registrados/Participação | 2,501,102 | 78.40 |